# Le crime est notre affaire
Le crime est notre affaire är en fransk komedifilm från 2008 i regi av Pascal Thomas med Catherine Frot, André Dussollier och Claude Rich i huvudrollerna. Den är baserad på Agatha Christies roman 4.50 från Paddington (men med ett byte av detektiver från Miss Marple till Tommy och Tuppence).
Det är den andra i Pascal Thomas filmtrilogi med Frot och Dussollier i rollerna som Prudence och Bélisaire Beresford. Den hade föregåtts av Mon petit doigt m'a dit... (2005) och följdes av Associés contre le crime (2012).

## Handling
Prudence Beresford har tråkig. Hennes man överste Bélisaire Beresford arbetade tidigare för Secret Service och har nyligen gått i pension. Prudence fruktar att båda nu kommer att åldras av tristess och att ingenting kommer att hända i deras liv. Hon vill ha ett litet mord som måste lösas. Därför är det bra att hennes moster Babette Boutini kommer på besök med tåget och berättar att hon har bevittnat ett mord på ett mötande tåg: en man har våldsamt strypt en kvinna. Tågpersonalen hade inte uppmärksammat hennes rapport. Polisen söker igenom rutten, men hittar ingen kropp. Prudence kan inte släppa taget om historien och hon börjar undersöka saken på egen hand. 
Inte långt från den väg där mordet måste ha inträffat hittar Prudence ingången till Vallée aux loups, ett vidsträckt slottskomplex. Kort därefter anländer hushållerskan till familjen Charpentier som bor där till byn, som har sagt upp sig eftersom hyresvärden Roderick Charpentier är motbjudande. Utan vidare omsvep ansöker Prudence och anställs som hushållerska och kock. Hon träffar Rodericks dotter Emma, som bor med honom i det nedgångna slottet och är det enda barnet som kan hantera Rodericks nycker. Roderick har fyra söner: Raphaël är en kall bankir, Augustin är jägare och konstnär, Frédéric är musikaliskt begåvad och far till Alexie, som ofta tillbringar natten på slottet med sin vän Valérie hos sin moster Emma. Den fjärde sonen Edmond dog för några år sedan. Förutom Roderick, Emma och Alexie bor även trädgårdsmästaren och den mångåriga hushållerskan Madame Clairin i slottet. Doktor François Lagarde är också en återkommande gäst eftersom han behandlar Roderick och har en hemlig affär med Emma.
Det har gått några veckor sedan mordet och julen står för dörren. Alla Rodericks barn anländer till slottet: Prudence har bevisat att hon är en bra kock och börjar nu utforska slottet. Inte långt från järnvägen hittar hon en röd handske som måste ha tillhört offret, och slutligen i en sarkofag som tillhör Rodericks samling, den okända kvinnans kropp. Polisutredningen inleds och Bélisaire Beresford får veta av utredaren Blache var hans fru Prudence befinner sig. Hon har låtsats vara änka inför Charpentiers, så Bélisaire kommer till slottet som en förmodad utredare och arbetar med fallet tillsammans med Prudence. Emma misstänker att den döda kvinnan kan vara Martine, Edmonds ryska änka, som familjen aldrig träffat. De kände bara till henne genom en brevväxling. Hon hade meddelat att hon skulle vara hos Charpentiers i slutet av november, eftersom hon hade fått en son med Edmond, som hon inte längre kunde ta hand om. Strax innan resan kom dock en märkligt formulerad avbokning och sedan dess har familjen inte hört något från henne. Alla i familjen skulle ha ett motiv till mord, eftersom Martine skulle ha inneburit en uppdelning av farfaderns arv, som redan var utspritt över flera parter, som han en gång nekade sin son Roderick i sitt testamente och som kanske bara betalas ut efter Rodericks död. Obduktionsbilderna av kroppen får dock Prudence att tänka mer på en dansare än ett offer. Ett sådant spår i dansskolan efter Bélisaires bekant Margaret Brown – dansaren Anna Karenina hade rest ut på landsbygden i slutet av november efter att ha försonats med sin man och har sedan dess försvunnit – krossas dock när en vän till den försvunna kvinnan får ett vykort från henne.
Julmiddagen äger rum i familjen Charpentiers familjekrets, men läkaren François Lagarde måste gå tidigt på grund av sjukdom. Strax efter att ha ätit visar alla familjemedlemmar som har ätit från Bûche de Noël tecken på förgiftning. Roderick hade redan behandlats av François Lagarde för några veckor sedan efter lindriga förgiftningssymptom. Även nu tar Lagarde hand om de sjuka, men Augustin dör kort därefter. Nästa dag hämtar Madame Valois sin dotter Valérie, Alexies väninna, hemma. Hon får reda på misstanken att den döda kvinnan är Edmonds änka Martina och avslöjar sig för Emma: hon är själv Martina, nu hustru till Valérie Valois far, som hon träffade i Belgrad efter Edmonds död. Hon bestämde sig för att inte avslöja sig för familjen eftersom Valéries vänskap med Alexie innebar att hon ändå var i ständig kontakt med Charpentiers. En kort tid senare dör Raphaël efter att ha tagit ett läkemedel som ordinerats av François Lagarde. Försiktigheten använder nu ett knep. Hon bjuder in Babette Boutiti till Carpentiers slott, där hon låtsas ha ett fiskbensmönster i halsen framför François Lagarde. Han tar ett grepp om hennes hals och Babette känner igen honom som stryparen från tåget. François Lagarde arresteras. Det visar sig att den döda kvinnan var Anna Karenina, hans fru. Han ville lämna henne för att kunna gifta sig med Emma, men dansösen gick inte med på skilsmässan. Han dödade därför inte bara henne, utan hade också för avsikt att döda alla Emmas syskon och Roderick i slutändan, för att få hela arvet efter Charpentiers om Emma gifte sig. Prudence och Bélisaire lämnar gården och föredrar så småningom att campa utomhus framför julfamiljens liv och rörelse i sitt eget slott.

## Rollista
- Catherine Frot som Prudence Beresford
- André Dussollier som Bélisaire Beresford
- Claude Rich som Roderick Charpentier
- Annie Cordy som Babette Boutiti, Prudences faster
- Chiara Mastroianni som Emma Charpentier, dotter till Roderick
- Melvil Poupaud som Frédéric Charpentier, yngste son till Roderick
- Alexandre Lafaurie som Raphaël Charpentier, son till Roderick
- Christian Vadim som Augustin Charpentier, äldste son till Roderick
- Hippolyte Girardot som Dr. Lagarde
- Yves Afonso som kommissarie Blache
- Valériane som Villeneuve as Mme Clairin
- Marie Lorna Vaconsin som Mme Valois
- Laura Benson som Margaret Brown
- Florence Maury som Diane

## Produktion

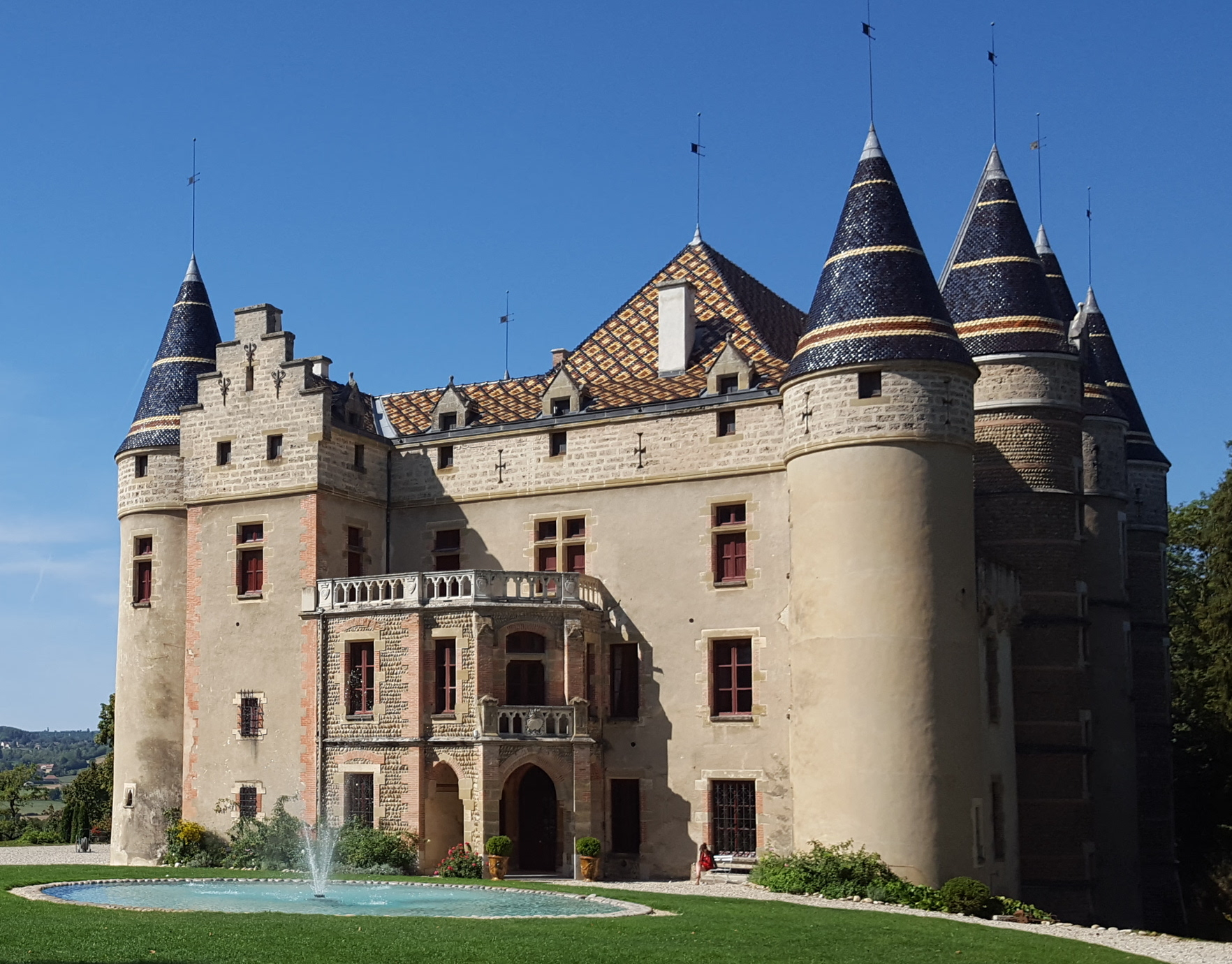
Château de Pupetières, i filmen slottet Charpentiers

Le crime est notre affaire är baserad på novellsamlingen Par i brott och kriminalromanen 4.50 från Paddington av Agatha Christie. Efter Mon petit doigt m'a dit... (2005) var det den andra Agatha Christie-filmatiseringen av regissören Pascal Thomas. Han gav återigen Catherine Frot och André Dussollier rollerna som paret Beresford. Med Associés contre le crime följde den tredje filmatiseringen 2012 med Frot och Dussollier i huvudrollerna. Chiara Mastroianni och Christian Vadim, som spelar syskonen Emma och Augustin i filmen, är halvsyskon (deras mor är Catherine Deneuve och deras fäder är Marcello Mastroianni och Roger Vadim).
Inspelningen ägde rum i Frankrike, Italien och Schweiz (tågstationen i Martigny). Charpentiers slott är egentligen Château de Pupetières i Châbons. Enskilda slottsscener spelades in på Château de Beaurevoir och i Castello Superiore i Arnad. Byscener runt Charpentiers slott och en kyrkoscen skapades i Saint-Nicolas-la-Chapelle, Savoie. Familjen Beresfords slott är Château de Châtillon i Chindrieux. Kostymerna skapades av Laurence Esnault, filmkulisserna skapades av Katia Wyszkop. Vargskulpturerna som rests runt Charpentiers slott är betongskulpturer av den schweiziske konstnären Olivier Estoppey, som också visades som en konstinstallation i Jardin du Palais Royal i Paris från slutet av 2008 under titeln Les loups d'Estoppey.
Le crime est notre affaire hade premiär den 2 oktober 2008 på den belgiska Festival international du film francophone de Namur och hade premiär på franska biografer den 15 oktober 2008. Med 1,17 miljoner tittare i slutet av året var Le crime est notre affaire en av de mest framgångsrika franska filmerna under året.